# Handbook of the Bromeliaceae
Handbook of the Bromeliaceae (abreviado Handb. Bromel.) es un libro con ilustraciones y descripciones botánicas que fue escrito por el botánico inglés John Gilbert Baker y publicado en Londres en el año 1889.